# ملادن ريستيتش
ملادن ريستيتش هو لاعب كرة قدم صربي في مركز الوسط، ولد في 18 مارس 1982. لعب مع نادي أولمبيك سراييفو ونادي سيليكس ونادي يانغون يونايتد.

## وصلات خارجية
- ملادن ريستيتش على موقع قاعدة بيانات كرة القدم.إي يو (الإنجليزية)
- ملادن ريستيتش على موقع Soccerway.com (الإنجليزية)